# إسماعيل أباد (ساوجبلاغ)
إسماعيل أباد هي قرية في مقاطعة ساوجبلاغ، إيران. عدد سكان هذه القرية هو 230 في سنة 2006.